# Cosmianthemum subglabrum
Cosmianthemum subglabrum är en akantusväxtart som beskrevs av Cornelis Eliza Bertus Bremekamp. Cosmianthemum subglabrum ingår i släktet Cosmianthemum och familjen akantusväxter. Inga underarter finns listade i Catalogue of Life.